# John Butt
John Butt (Solihull, 17 novembre 1960) est chef d'orchestre et de chœur, organiste, claveciniste et érudit. Il est le  Gardiner Chair of Music de l'Université de Glasgow et directeur musical du Dunedin Consort.

## Biographie
John Butt effectue ses études musicales à la Solihull School, grâce à une bourse d'études. En 1979, il entre à l'Université de Cambridge, où il occupe la position d’organ scholar au King's College de 1979 à 1982. Ses professeurs d'orgue à l'université de Cambridge sont notamment Peter Hurford et Gillian Weir. Il reçoit son doctorat de l'université de Cambridge en 1987.
Après son diplôme, il enseigne à l'Université d'Aberdeen en Écosse et est membre du Magdalene College à l'Université de Cambridge. En 1989, il est professeur de musique et organiste à l'Université de Californie, Berkeley ; en 1992, il est promu professeur associé, ainsi que le directeur de l’University Chamber Chorus. Il prépare le chœur pour Gustav Leonhardt dans le programme Bach (Magnificat et la Cantate no 10) en 1992, lors du festival et exposition de Berkeley. Butt rapporte plus tard qu'il avait appris à connaître Leonhardt « assez bien » et que « j'ai beaucoup appris lors de la préparation des chœurs pour lui de retour dans mes jours californiens ». En 1997, il donne ce qu'un critique a appelé de « mémorables lectures des Concertos pour orgue de Haendel », en tant qu'organiste invité de l'Orchestre symphonique de San Francisco et du Saint Paul Chamber Orchestra.
À l'automne 1997, il retourne à l'Université de Cambridge en tant que professeur d'université, directeur d'études pour la musique au King's College et membre du King's College. Il fonde et dirige l'ensemble King's Voices – un chœur mixte, « fondé en octobre 1997, sous la direction du Dr. John Butt (directeur d'études pour le Music at King's de 1997 à 2001) pour donner aux femmes du King's, l'occasion de contribuer vocalement à la vie musicale de l'université ».
Depuis octobre 2001, il est le Gardiner Chair of Music de l'Université de Glasgow ; il est également à la tête du département de la musique de 2001 à 2005. Depuis 2003, il dirige le Dunedin Consort (un ensemble vocal professionnel à Édimbourg, Écosse). À la fin de la séance académique 2013/14, Butt est également nommé directeur intérimaire de la musique du chœur de la Chapelle de l'Université de Glasgow, après que James Grossmith ait quitté ce poste pour celui de chef de chœur de l'Opéra royal de Stockholm.
En tant que chef d'orchestre invité, Butt dirige le Philharmonia Baroque Orchestra, l'English Concert, le Scottish Chamber Orchestra, l'Irish Baroque Orchestra, la Royal Scottish Academy of Music and Drama, l'Orchestre de l'âge des Lumières, l'Aurora Orchestra, l'Orchestre baroque de Portland, le Stavanger Symphony Orchestra, les orchestres du festival de musique ancienne de l'université de Berkeley et du festival de Haendel de Göttingen.

## Vie personnelle
John Butt et sa femme Sally, ont cinq enfants. Il est le neveu d'un musicien professionnel et le fils de l'éminent biochimiste Wilfred Butt – qui était musicien et comme le dit Butt, « un fervent amateur », membre un temps de la chorale de l'Orchestre philharmonique de Londres. Lors d'un interview de l'Orchestre de l'âge des Lumières, il est demandé à John Butt ses préférences, il exprime son enthousiasme pour la pratique du tai-chi, les films d'Alfred Hitchcock, les symphonies d'Anton Bruckner (en ajoutant, « je ne comprends pas pourquoi tant de gens trouvent Bruckner ennuyeux ») et À la recherche du temps perdu le roman de Marcel Proust (le personnage central, dit-il, est « un peu de la mauvaise herbe à de nombreux égards, mais quelle mauvaise herbe, complexe, détaillée et merveilleusement ironique ! Personne ne saisit d'une façon aussi frappante les paradoxes de la conscience et les petites incohérences et les illusions que nous essayons tous de cacher au monde »). Il affirme également : « j'ai l'impression que la plupart des choses à laquelle je réussis ne sont qu'une question de chance momentanée ! ».
Le 17 septembre 2014, John Butt publie une lettre dans The Herald soutenant le « Non » à la position du référendum sur l'indépendance en faisant valoir que l'indépendance serait dommageable à la musique classique. L'argument principal est que « la musique classique et contemporaine s'épanouissent sûrement mieux dans un environnement multi-culturel, international, qui est particulièrement bien fournie au Royaume-Uni (et qui serait encore mieux si plus d'Écossais devaient récupérer une partie de leur droit de propriété) », il a dénoncé l'« insidieuse synecdochal réductionnisme de l'indépendance de la raison » et a conclu : « une telle attitude simpliste suggère que les risques de regarder vers l'intérieur et de perdre le dynamisme des cultures propres de l'Ecosse sont très réels une fois que nous commençons à vivre derrière le rideau de Tartan ».

## Écrits
John Butt a publié de nombreux articles pour des publications savantes, ainsi que des livres d'une diffusion plus générale. Parmi ses livres citons :
- Bach Interpretation: Articulation Marks in Primary Sources of J.S. Bach (Cambridge University Press, 1990 – le livre est basé sur la thèse de doctorat de Butt et est décrite comme « une première évaluation globale de l'utilisation des marques l'articulation de Bach [c'est-à-dire des liaisons et des points] dans le vaste corpus de sources primaires »[12]. En 1992, le livre a remporté le premier prix William H. Scheide de l'American Bach Society[13]
- Bach – Messe en si mineur (Cambridge Music Handbooks, 1991)
- Music Education and the Art of Performance in the German Baroque (Cambridge University Press, 1994)
- Playing with History – the historical approach to musical performance (Cambridge University Press, 2002 ; nommé pour le prix du livre de l'Académie Britannique) ;
- Bach's Dialogue with Modernity: Perspectives on the Passions (Cambridge University Press, 2010  (ISBN 978-0-521-88356-6) ; le livre examine de les Passions selon saint Matthieu et selon saint Jean de Bach, dans le détail, en les situant par rapport à la pré-modernité et la modernité et de l'examen des questions qu'ils soulèvent à l'égard de la subjectivité artistique, la rhétorique et la pratique d'interprétation.)

Il a coédité le Cambridge Companion to Bach (1997), pour lequel il a rédigé deux articles sur la métaphysique de Bach – et consultant de l'éditeur pour l’Oxford Companion to Bach et adjoint de l'éditeur (avec Tim Carter) du Cambridge History of Seventeenth Century Music (2005).

## Discographie
En tant que soliste au clavecin, à l'orgue, ou au clavicorde, Butt a effectué onze enregistrements pour le label Harmonia mundi : J. S. Bach, Johann Kuhnau, Johann Pachelbel, Georg Philipp Telemann, Henry Purcell, John Blow, Matthew Locke, Juan Bautista Cabanilles, Girolamo Frescobaldi et Edward Elgar. En 2004, il a enregistré de Bach, la Pastorella pour orgue, BWV 590, pour le label Delphian, maison de Glasgow. En juillet 2013, sur une copie d'un clavecin d'après un instrument de Michael Mietke, Butt a enregistré également Le Clavier bien tempéré de J. S. Bach pour le label Linn,.
Comme continuiste, Butt a enregistré avec de nombreux ensembles, dont l'English Chamber Orchestra et l'American Bach Soloists. En 1991 et 1992, pour Harmonia mundi, il accompagne la violoniste baroque, Elizabeth Blumenstock pour l'enregistrement des sonates pour violon et clavecin, BWV 1014-19, 1021 et 1023 de Bach. En 2014, il les réenregistre le premier groupe (BWV 1014-1019) avec cette fois avec la violoniste Lucy Russell, pour Linn.
Butt a réalisé son premier album en tant que chef d'orchestre, en 1994 pour le label Centaure, avec en vedette la musique d'Orlando Gibbons chanté par le Chœur de chambre de l'U. C. Berkeley, avec accompagnement de  viole ; il a également enregistré les œuvres pour clavier de Gibbons à l'orgue. Depuis 2005, il a dirigé  onze enregistrements du Dunedin Consort and Players pour le label Linn, avec de nombreuses reconstitutions d'exécutions historiques particulières. Ces derniers comprennent :
- 2006 : Haendel, Messiah. Premier enregistrement de la reconstruction de l'œuvre selon la première exécution à Dublin, en 1742. Publication qui a gagné en 2007, un Gramophone Award du meilleur album baroque vocal et au MIDEM  2008 le prix baroque à Cannes.
- Mars 2008 : J.S. Bach, Passion selon saint Matthieu. This was the first recording of the version from Bach's final performance, which also took place in 1742.
- Novembre 2008 :  Haendel, Acis and Galatea dans la version originale de 1718. Ce disque a été nommé pour un Gramophone Award.
- 2010 : J.S. Bach, Messe en si mineur. Premier enregistrement utilisant l'édition critique de Joshua Rifkin, qui suit la version finale de 1748-1750 de la partition. (Les autres éditions incluant des éléments de la version de 1733 du Kyrie et du Gloria et quelques changements posthume de C.P.E. Bach).
- 2012 : Haendel, Esther Dans la première version reconstruite, de 1720 ; Butt a reconstruit la partition à partir de l'autographe de Haendel et de trois autres sources historiques[23].
- 2013 : J.S. Bach, Passion selon saint Jean, reconstruction liturgique, basée sur le service des Vêpres du vendredi à Leipzig[24]. En mars 2013, le disque est nommé comme « disque du mois » par le magazine Gramophone et « enregistrement du mois » par le BBC Music Magazine.
- Septembre 2013 : J.S. Bach, Concertos brandebourgeois[25] avec le Dunedin Consort. Le disque a été le « Gramophone Choice » d'octobre 2013[26] et parmi les finalistes de la catégorie « Baroque Instrumental » pour les Gramophone Awards 2014 ; il a aussi été nommé pour l'International Classical Music Awards, dans la catégorie « Baroque Instrumental »[27]. Dans cet enregistrement, l'ensemble utilise la norme de hauteur du la à 392 Hz, un ton en dessous de la hauteur standard moderne et associé à la cour royale française à l'époque ; Butt note que de nombreuses cours germaniques, y compris celle de Cöthen où Bach a écrit ces concertos, « tentent d'imiter la pratique française ». Il mentionne également les instruments de l'époque et le diapason. Pourtant, il note que « Bien que le diapason de la cour de Cöthen soit susceptible d'avoir été proche de celui-ci, il est peu probable que celui-ci ait jamais été standardisé aussi précisément que nous pourrions souvent le présumer ou le souhaiter »[28]
- Mars 2014 : Wolfgang Amadeus Mozart, Requiem avec le Dunedin Consort. Premier enregistrement de la nouvelle édition critique de David Black, éditée en 2012[29], de la version de Franz Xaver Süßmayr du Requiem. L'enregistrement vise à recréer les moyens utilisés lors de la première exécution complète en janvier 1793 ; il comprend aussi l'exécution de la reconstruction de Black de l'exécution de décembre 1791, des sections de l'Introit et du Kyrie[30]. Contient également le Misericordias Domini, K. 222 de Mozart. En mai 2014, le disque a reçu un « Recording of the Month » par le magazine Gramophone[31] et en août 2014, il a remporté un Gramophone Award pour « le meilleur enregistrement choral » de 2014[32]. En novembre 2014, il a été listé parmi les nommés, catégorie « Chorale » pour l’International Classical Music Awards de 2015[33]. En décembre 2014, le disque a été nommé parmi les cinq de la catégorie « Meilleure interprétation chorale » pour les Grammy Awards[34]
- Octobre 2015 : Reconstruction musicale d'un service de Noël de J. S. Bach à Leipzig, avec le Magnificat en mi-bémol majeur, BWV 243a, la cantate Christen, ätzet diesen Tag, BWV 63, des œuvres pour orgue de Bach (jouées par Butt), un motet de Giovanni Gabrieli, enregistré en juillet 2014[35]
- 2016 : Bach, Concertos pour violon, avec la soliste Cecilia Bernardini, enregistré en décembre 2014[36]
- Octobre 2916 : Bach, Oratorio de Noël[35]

## Prix
En plus des prix pour ses livres et les enregistrements, John Butt a remporté des prix et de bourses, y compris : 
- 2003 : The Dent Medal de la Royal Music Association[37]
- 2003 : Élection comme membre de la Royal Society of Edinburgh.
- 2006 : Leverhulme Major Research Fellowship pour ses recherches sur les Passions de Bach
- 2006 : Élection comme membre de la British Academy.
- 2010 : Nommé au conseil des Arts and Humanities Research
- 2010 : Kohn Foundation/Prix Bach de la Royal Academy of Music pour son érudition et l'exécution de Bach[38]
- 2013 : Médaille du Royal College of Organists pour « son jeu d'orgue, l'érudition sur l'orgue et le chœur et la direction chorale »[39],
- 2013 : Officer of the Order of the British Empire (OBE) in the New Year Honours for services to music in Scotland[40].